# European Energy Exchange
European Energy Exchange AG (EEX) is een Duitse markt waar energie verhandeld wordt. Het is de grootste dergelijke beurs in Centraal-Europa.
De European Energy Exchange is gevestigd in Leipzig. Het bedrijf is in 2002 ontstaan uit een fusie tussen de LPX Leipzig Power Exchange en de European Energy Exchange.

## Geschiedenis
Het EEX is ontstaan uit een fusie tussen LPX Leipzig Power Exchange en het in Frankfurt gevestigde EEX in 2002. De derivatenbedrijfseenheid Eurex van de Deutsche Börse Group verwierf in maart 2011 een meerderheidsaandeel in de EEX.

## Handelsvolume
In 2020 bedroeg de handel in elektriciteit op de EEX Power Derivatives Market 6.456 TWh (terawattuur), vergeleken met 5.830 in 2019. In het jaar 2020 werd in totaal 622 TWh verhandeld op de Power Spot Markets van EPEX SPOT (2019: 598 TWh). Op het gebied van aardgas bedroeg het verhandelde volume op de EEX 2.412 TWh, een lichte daling van min 5 procent ten opzichte van het voorgaande jaar (2019: 2.546 TWh). Het volume van de handel in emissierechten bedroeg in 2020 in totaal 1.318 miljoen ton (vorig jaar: 1.139 miljoen ton). 